# Shenrr
En la mitología selknam, Shenrr o Shénu es el howenh del viento, hermano de Kren, howenh del sol.

## Mitología

### Combate contra Kojh

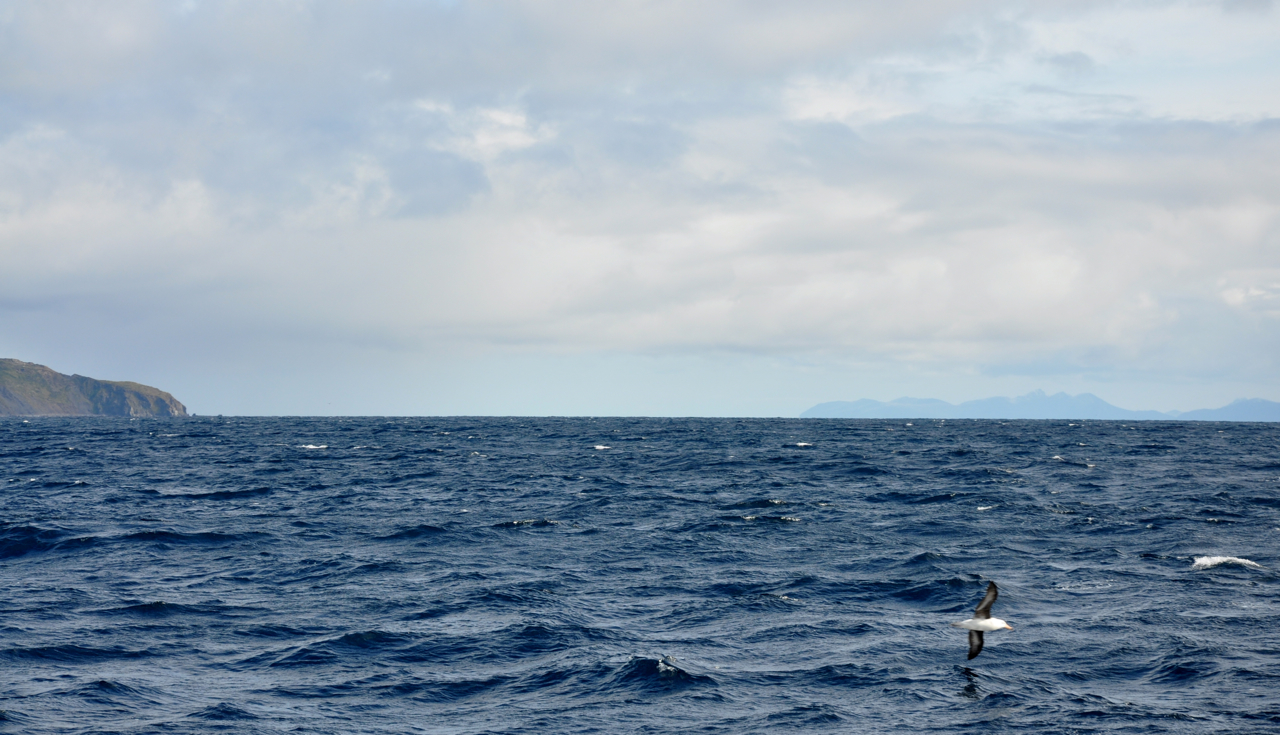
Estrecho de Le Maire.

Cuenta el mito que Shenrr, howenh del viento y Kojh, howenh del mar, combatieron en el Estrecho de Le Maire. Producto de esta lucha, se produjo una gran tormenta. En aquel combate, Shenrr venció a Kojh. Para vengarse, Kojh hizo que en el mismo lugar se enfrentaran dos poderes femenino, procedentes del Oeste y del Norte, respectivamente, al igual que los dos poderosos howenh. En esta ocasión Norte atrapó al Oeste haciéndola estallar. Según el mito, la sangre del Oeste fue derramada sobre la tierra, desde el Estrecho de Le Maire, hasta el Río Irigoyen. Debido a esto, el agua de los ríos y arroyos de este sector de la Isla Grande de Tierra del Fuego adquirieron su característico color rojizo.